# Un buco nel mio cuore
Un buco nel mio cuore (Ett hål i mitt hjärta) è un film del 2004 diretto da Lukas Moodysson.